# Вільяррабе
Вільяррабе (ісп. Villarrabé) — муніципалітет в Іспанії, у складі автономної спільноти Кастилія-і-Леон, у провінції Паленсія. Населення — 248 осіб (2010).
Муніципалітет розташований на відстані близько 240 км на північ від Мадрида, 49 км на північний захід від Паленсії.
На території муніципалітету розташовані такі населені пункти: (дані про населення за 2010 рік)
- Сан-Льйоренте-дель-Парамо: 80 осіб
- Сан-Мартін-дель-Вальє: 31 особа
- Вільямброс: 79 осіб
- Вільяррабе: 58 осіб

## Демографія
Динаміка населення (INE ):